# Província de Yoshino
Yoshino (芳野監, Yoshino-gen, por volta de 716 - depois de 738) foi uma divisão especial das províncias do Japão em Kinai, durando pouco tempo. Foi composta por apenas um distrito,  Yoshino (吉野郡, Yoshino-gun). Sua localização corresponde ao sul da atual prefeitura de Nara.

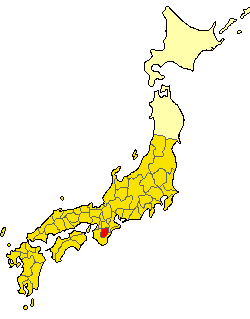
Localização da província de Yoshino em 716

Foi estabelecida ao separar o distrito de Yoshino da Província de Yamato. A época da criação da província é desconhecida, mas se acredita que foi a mesma ou próxima ao estabelecimento da Província de Izumi (和泉監, Izumi-gen) em 716. O nome “gen” (監) era diferente do nome “kuni” (国) das demais províncias. Apesar de nenhum escrito explicar a razão, as duas províncias eram menores e continham os palácios secundários: O Palácio de Yoshino (吉野宮, Yoshino-miya) em Yoshino e o Palácio de Chinu em Izumi. A província de Yoshino foi abolida algum tempo depois do ano 738 e seu território reincorporado à província de Yamato.